# ウダフ拳銃
ウダフ拳銃(GRAU：6P72)はロシア連邦のTsNIITochMashにて開発された9x21mmギュルザ弾を使用する半自動式拳銃である。

## 開発
この拳銃はロシア国防省の命令によってTsNIITochMashが"ウダフ"という計画の枠組みの中で2014年3月から開発され、2016年3月には一部機関にマカロフPMの代替拳銃として試験導入された。ウダフは、関係者内で内密に行われているため判明している競争相手はヤリギン拳銃の軽量モデルの試作である6P35-03だけである。2018年12月にはロシア陸軍にテストされ、他の類似した国際的に認められたグロック、ワルサー、コルトなどの銃器メーカーの拳銃と比較試験をした結果充分な利点があることが証明され採用が推薦された。そして正式に採用されGRAUコードで6P72を付与された。

## 構成
この銃器は全ての9×21mm «ギュルザ»弾を使用することができる。そのためPS弾やPP弾、BT弾などの高貫通弾を使用することで既存のマカロフPMやヤリギン拳銃などよりアーマーを装着した目標や障壁越しの射撃で高い優位性がある。75mの範囲でクラス2に相当する6B23を貫通することができる。低速弾である6U4を使用した場合は25mの範囲で同様の貫通力がある。対応発砲数は10,000発で、これは既存のSPS、GSh-18、PL-14/15の約2倍である。重量もヤリギン拳銃と比較してかなり軽い。また、弾薬の性質上サプレッサーとの相性が非常に良く後付けサプレッサーでもかなり高い消音効果が得られる。そのため専用サプレッサーとレーザーサイトを取り付けた仕様が6P72-1として採用されている。
作動方式はショートリコイルで、作動機構に特殊な点はなく、ダブルアクションで作動する。セーフティはスライド後端の左右にレバー式のものがあり、マガジンリリースボタンも左右両側にある。スライドには前後左右どちらにもセレーション（鋸歯状の滑り止め）がある。18連の取り外し可能なマガジンは左右が大きく肉抜きされており、背面には残弾数が確認可能な穴が開けられている。フレームは耐衝撃プラスチックで構成されており、前面にはピカティニーレールがあるためレーザーサイトやフラッシュライトの取り付けが可能。また、SR-1M同様スライドリリースレバーはなくマガジンを挿入すると自動でリリースされる方式である。

## 派生型

### 6P72-1
ウダフ拳銃の銃身を銃口にねじ切りを追加したものに変更し、6Ch62という専用サプレッサーと1K242や1K243などのレーザーサイトを取り付けた仕様。

### RG120 アスピッド
2019年9月に営利目的で開発されたウダフ拳銃の9×19mm弾仕様。警察組織や民間向けに設計されている。18連マガジンまたは22連の大容量マガジンが使用可能。モジュラー設計になっており、特定のパーツを組み替えるだけで比較的簡単に9×21mm «ギュルザ»弾仕様に変更することもできる。9×19mm弾を使用した場合の対応発砲数は25,000発である。RG120およびRG120-1は現在民間への販売認証審査中である。

### RG120-1 アスピッド
RG120にコンパクトサイト用のマウントを追加した仕様。スライドもセレーションの角度が変更され、セーフティレバーが省略されている。

### RG120-2 ポロズ
警察や法執行機関向けに秘匿携行しやすいようにコンパクトにした短縮仕様。

### RG124
民間の娯楽や訓練用に開発された9×19mm シミュレーションFX弾を使用するマーカー拳銃。外見はウダフ拳銃と同様だが全体が青色に塗装されている。